# Pettling

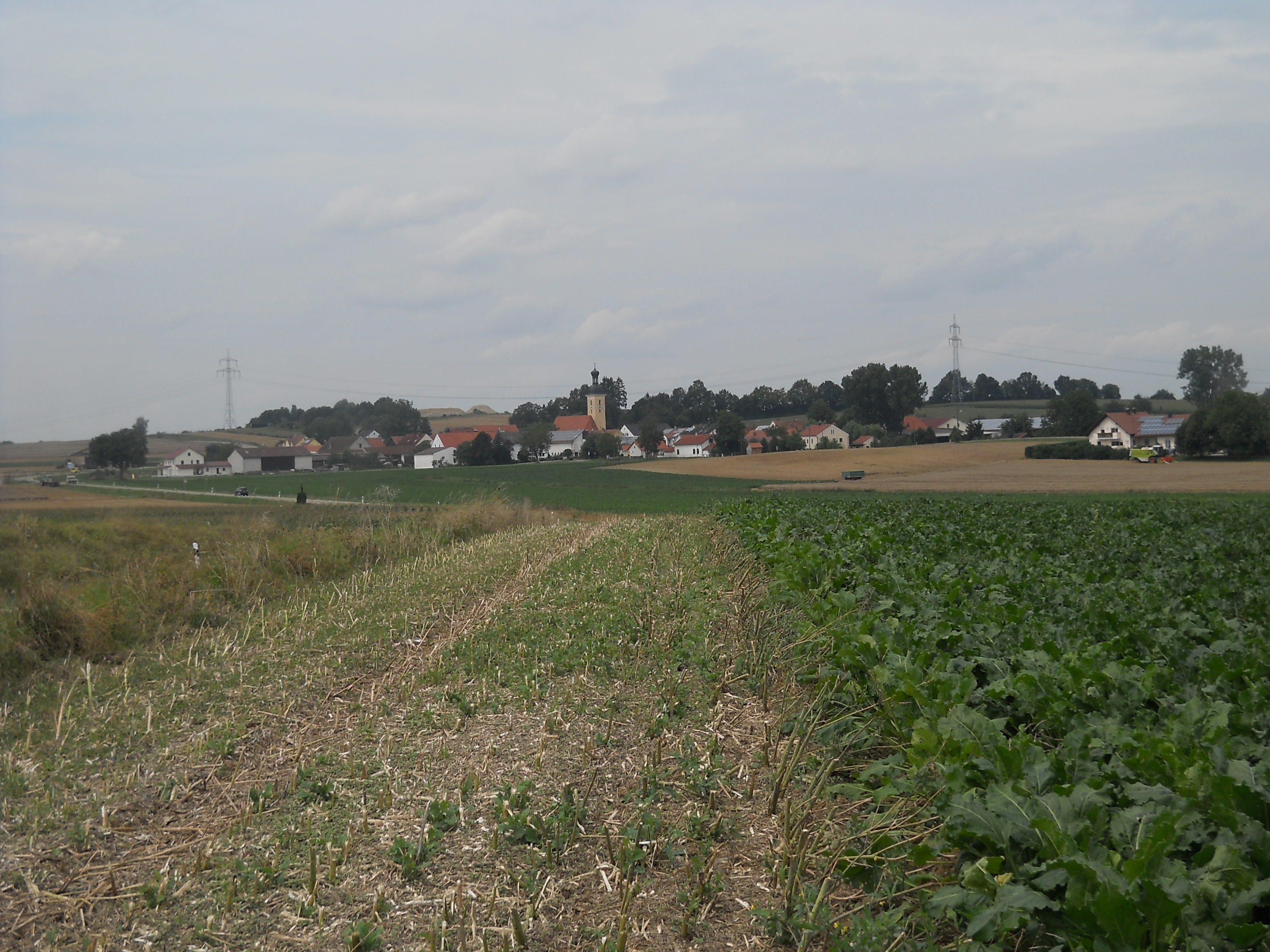
Pettling

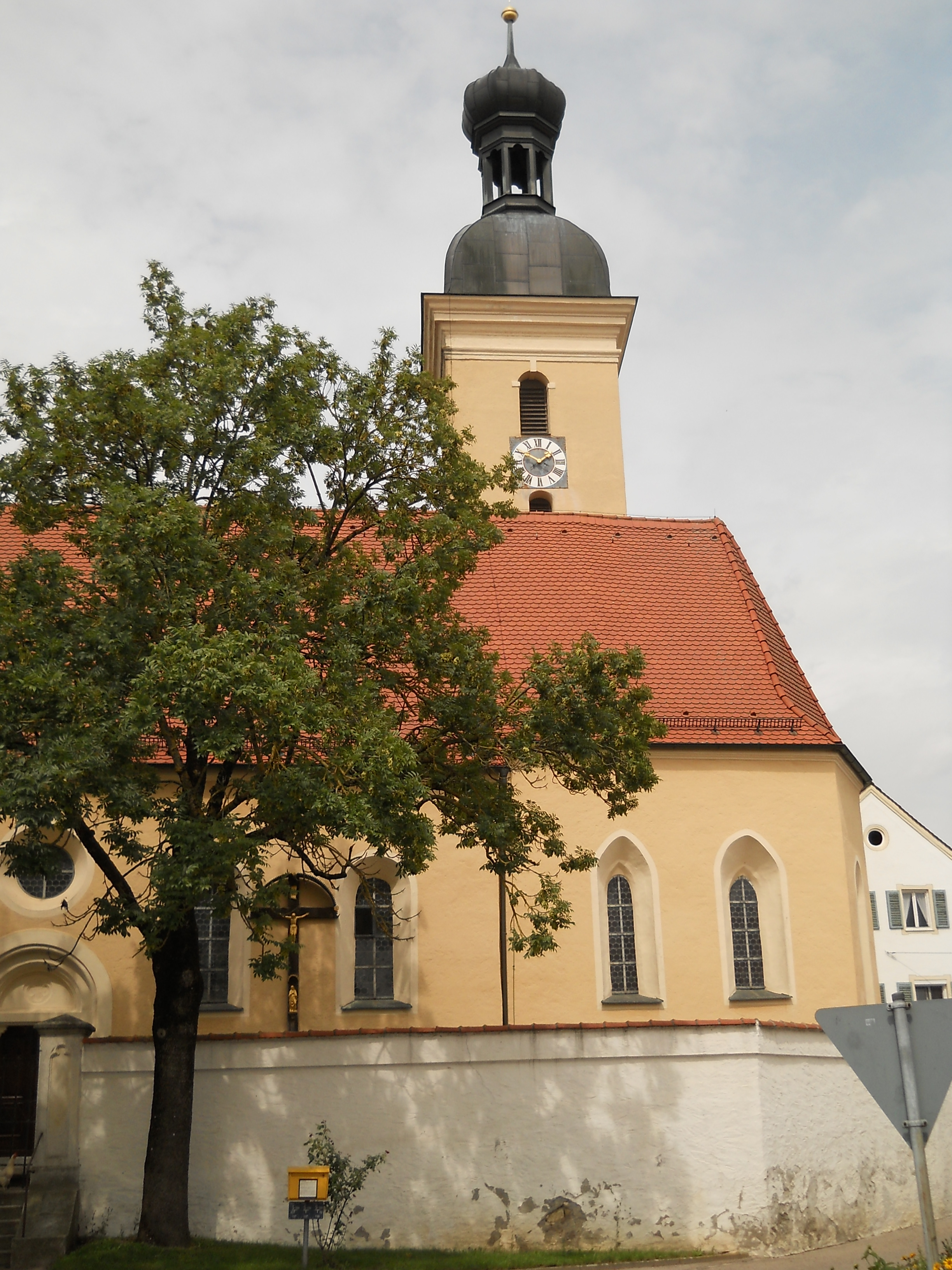
Katholische Ortskirche St. Stephan

Pettling ist ein Ortsteil der Gemeinde Großmehring im Landkreis Eichstätt im Regierungsbezirk Oberbayern des Freistaates Bayern.

## Lage
Das Kirchdorf liegt nördlich der Donau in der Südlichen Frankenalb nordöstlich von Großmehring, östlich von Demling, südlich von Theißing, südwestlich von Pleiling und nordöstlich von Menning in einer Talmunde an der Kreisstraße EI50, die seit 1977 das Dorf südlich umgeht.

## Ortsnamendeutung
Namensgebend ist der Eigenname „Pettilo“ als Verkleinerungsform zu „Petto“. Die Endung „ing“ deutet auf ein Zugehörigkeitsverhältnis hin, so dass der Ortsname „Ansiedlung des Pettilo (und seiner Sippe)“ bedeutet.

## Geschichte
Um 500 n. Chr. wird sich hier die bajuwarische Sippe eines Pettilo angesiedelt haben. Die grundherrschaftlichen Rechte über Pettling, das 1260 erstmals urkundlich erwähnt wird, und das benachbarte Pleiling lagen von alters her beim Kloster Münchsmünster. Ausgeübt haben diese Rechte bis ins 15. Jahrhundert hinein die Hexenagger. Es gab aber auch andere Grundbesitzer in Pettling: So übergab Hilprant der Hausner von Kösching 1350 seiner Schwester Anna, Frau des Egkbrecht Wolffsteiner zu Uttenhofen, als Heiratsgut einen Hof zu Pettling. Am 13. Januar 1436 verkaufte Dietrich der Hexenagger den beiden Dörfer mit allen Rechten an Ulrich Baiersdorfer, Pfleger zu Altmannstein und Besitzer der Hofmark Oberdolling. 1503 ging der Besitz der Baiersdorfer an Urban Hexenagger über. 1519 hat auch ein Kaspar Hohenecker Besitz in Pettling. Am 16. März 1649 kam die Hofmark Oberdolling und mit ihr Pettling und Pleiling durch Kauf in den Besitz des Jesuitenkollegs in Ingolstadt. Zwar vertauschten die Jesuiten 1693 Oberdolling gegen Oberhaunstadt, behielten aber Pettling und Peiling bis zur Auflösung des Ordens im Jahr 1773. Von diesem Jahr an war die Hofmark Pettling und Peiling bis 1783 als Fundationsgut in staatlicher Verwaltung und wurde dann der Malteser-Kommende Oberhaunstadt zugewiesen. Als 1808 die Kommenden aufgehoben wurden, fiel der Besitz an den Staat zurück. 
Gerichtsmäßig unterstanden die Hofmarksorte Pettling und Pleiling mit den hofmärkischen Beschränkungen bis einschließlich 18. Jahrhundert dem herzoglichen Pfleggericht Vohburg, ab 1803 dem Landgericht Ingolstadt. Nachdem der Staat ehemaligen Malteserordensmitgliedern lebenslanges Nutznießerrecht an den früheren Ordensgütern eingeräumt hatte, war bis zu seinem Tod im Jahr 1818 Johann Baptist von Flachslanden Herr über die beiden ehemaligen Hofmarksorte.
1818 wurde Pettling (13 Anwesen) mit den Dörfern Theißing (vormals zum Gericht Altmannstein gehörend), Tholbath und Straßhausen Teil des Steuerdistrikts/der Gemeinde Theißing im Gericht Vohburg. 1952 wurde daraus der Landkreis Ingolstadt. Im Zuge der Gebietsreform von 1972, bei der Landkreis Ingolstadt aufgelöst wurde, schloss sich die Gemeinde Theißing und damit auch Pettling der Gemeinde Großmehring im oberbayerischen Landkreis Eichstätt an.
1923 erhielt das Dorf den elektrischen Strom und 1950 die Wasserleitung. 1954 wurden Flurbereinigungsmaßnahmen durchgeführt. 1983 bestanden in Petting neun bäuerliche Voll- und drei Nebenerwerbsbetriebe.

## Kirche
Die Filialkirche St. Stephan, zur katholischen Pfarrei Theißing im Bistum Regensburg gehörend, stammt ursprünglich aus dem 8. Jahrhundert und damit aus der Zeit der Romanik. Der Saalbau mit Satteldach, gotischem Chor und gotischen Turmuntergeschossen (aus dem späten 15. Jahrhundert) wurde Ende 17./Anfang 18. Jahrhundert barockisiert. Eine Erweiterung der Kirche und ein historisierender Innenausbau erfolgte 1853–1859.